# Белица (Паяк)
Белица, или Оборска река или Обор (на гръцки: Ρέμα Αραβησσού), е река в Егейска Македония, Гърция.

## Път
Реката извира в Паяк западно под връх Три бари под името Кудере. Тече на юг и минава през село Обор, след което под името Обор тече на югозапад. При село Гюпчево (Гипсохори) завива на югоизток. Минава между селата Карайотица (Кариотиса) и Балъджа (Мелиси) приема големия си ляв приток Грамощица (Ксиропотамос) и влиза в системата от канали, оформени през 30-те години на XX век след пресушаването на Ениджевардарското езеро. Влива се като изкуствен канал заедно с Ениджевардарския канал в Колудей на мястото на бившето езеро.